# Yoshizawa Kenkichi

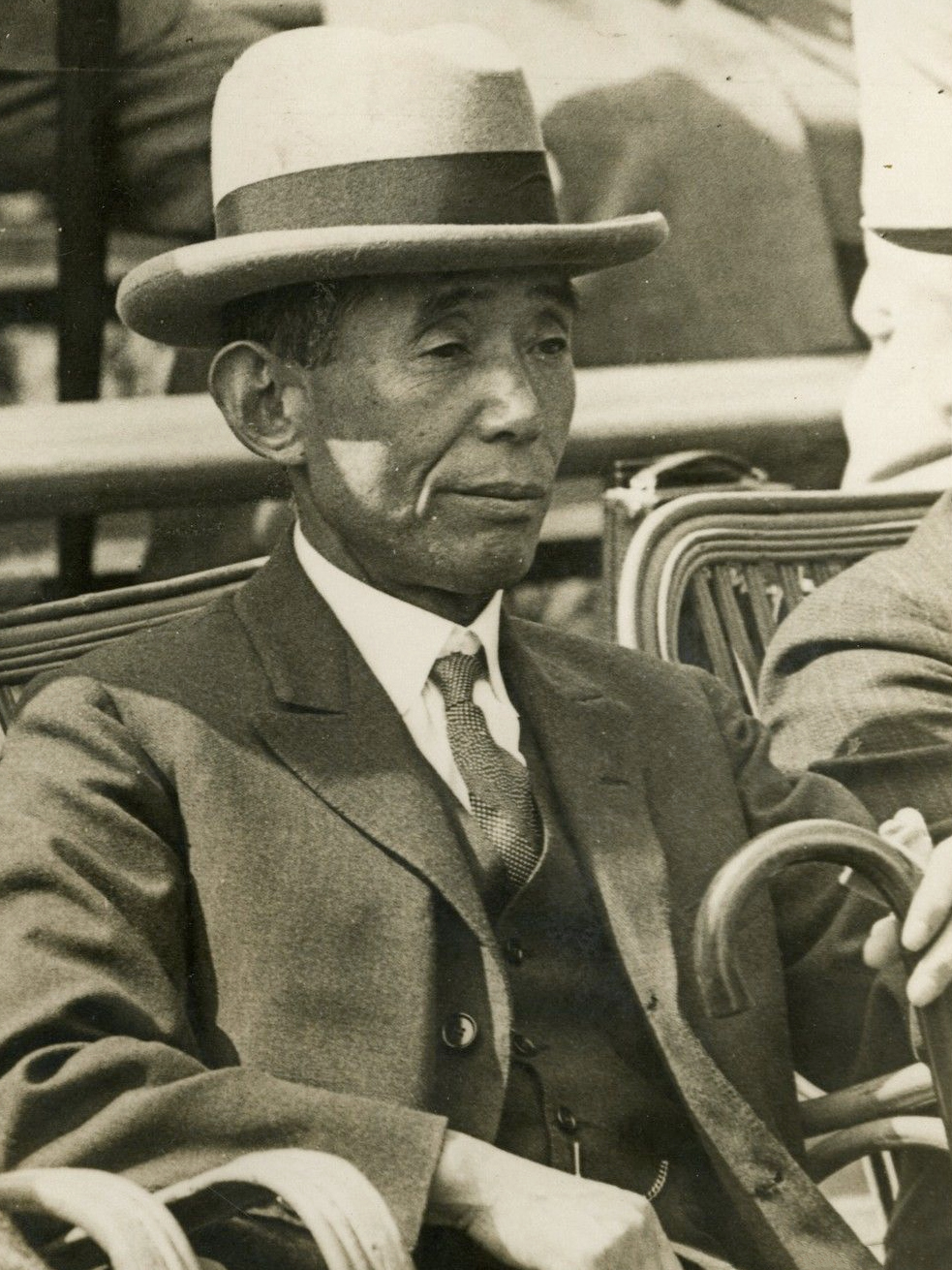
Yoshizawa Kenkichi, 1931

Yoshizawa Kenkichi (japanisch 芳澤 謙吉; geb. 24. Januar 1874 in der Stadt Takada in der Präfektur Niigata; gest. 5. Januar 1965) war ein japanischer Diplomat.

## Leben und Wirken
Yoshizawa Kenkichi machte seinen Studienabschluss an der Universität Tōkyō mit dem Hauptfach Anglistik. 1899 begann er seine Arbeit im Außenministerium. 1920 wurde er Leiter der Asienabteilung, dann der US- und Europa-Abteilung. Während seiner Zeit als Botschafter in China von 1923 bis 1929 traf er mit dem sowjetischen Botschafter Lew Michailowitsch Karachan in Peking zusammen. Diese Gespräche führten zu einer Wiederaufnahme der diplomatischen Beziehungen, die seit der russischen Revolution unterbrochen waren. 1930 wurde Yoshizawa Botschafter in Frankreich und bei den Vereinten Nationen.
1932 war Yoshizawa Außenminister im Kabinett Inukai. Von 1941 bis 1944 war er Botschafter in Französisch-Indochina. Nach Ende des Pazifikkriegs musste er in der Besetzungszeit alle öffentlichen Ämter aufgeben. 1952 wurde er Botschafter in der Republik China. Nachdem er Ende 1956 in den Ruhestand gegangen war, übernahm er die Leitung der „Gesellschaft freies Asien“ (自由アジア協会, Jiyū Ajia kyōkai).
Zu Yoshizawas Publikation gehört „Gaikō rokujūnen“ (外交六十年) – „Sechzig Jahre im Auswärtigen Dienst“.